# Specchia
Specchia es una localidad italiana de la provincia de Lecce, región de Puglia, con 4.954 habitantes.
En el año 2007, obtuvo la distinción EDEN, que otorga la Comisión Europea, a uno de los «Mejores destinos rurales emergentes europeos de excelencia».

## Evolución demográfica
| Gráfica de evolución demográfica de Specchia entre 1861 y 2001 |
|                                                                |
| Fuente ISTAT - elaboración gráfica de Wikipedia                |